# Henry Herbert, IV conte di Carnarvon
Lord Henry Howard Molyneux Herbert, IV conte di Carnarvon (Londra, 24 giugno 1831 – Londra, 29 giugno 1890), è stato un nobile e politico britannico appartenente al partito Conservatore.
Fu padre del celebre egittologo George Herbert, V conte di Carnarvon, finanziatore della spedizione di Howard Carter che portò alla luce la tomba di Tutankhamon.

## Biografia

### Infanzia ed educazione
Henry Herbert nacque a Grosvenor Square, Londra, figlio primogenito di Henry Herbert, III conte di Carnarvon, e di sua moglie Henrietta Anna, figlia di lord Henry Howard-Molyneux-Howard. Suo fratello minore era Auberon Herbert. Egli venne educato al college di Eton per poi passare al Christ Church di Oxford. Nel 1849 succedette al padre nella contea di Carnarvon. Il suo soprannome era "Twitters",.

### Carriera politica
Carnarvon prestò servizio sotto Lord Derby come Sottosegretario di Stato per le Colonie dal 1858 al 1859. Nel 1866 venne nominato dalla regina quale suo consigliere privato e venne nel contempo nominato Segretario di Stato per le Colonie da lord Derby. Nel 1867 egli introdusse il British North America Act, che conferì un governo autonomo al Canada ed effettivamente diede il via alla confederazione. In quello stesso anno, però, si dimise in protesta la Reform Bill di Benjamin Disraeli, assieme a Lord Cranborne ed a Jonathan Peel.
Ripresi i suoi incarichi politici di segretario per le colonie nel 1874, egli propose una serie di legislazioni conosciute col nome di "carnarvon terms", indirizzate in particolar modo a risolvere i contrasti tra la Columbia Britannica ed il Canada sulla costruzione della ferrovia transcontinentale e sul ponte ferroviario dell'isola di Vancouver, alla quale era stata promesso un collegamento ferroviario con la terraferma in cambio della sua entrata a far parte della confederazione britannica nordamericana.
Nel 1874 egli tentò imporre la formazione di una confederazione di stati in Sudafrica così come era stato fatto in Canada, ma i tempi non erano ancora maturi ed egli si preoccupò soprattutto di portare avanti il concetto di imperialismo. Nel 1878 si dimise nuovamente in opposizione alla politica di Distraeli sulla questione orientale; ritornato al potere nel 1885 egli divenne Lord Luogotenente d'Irlanda pur rimanendo in carica per un breve periodo. Tale incarico seppur breve fu intenso e ricordato soprattutto per un memorabile conflitto personale con Charles Stewart Parnell che lo portò a una nuova, prematura ma definitiva dimissione dai propri incarichi.

### Altri incarichi pubblici
Carnarvon mantenne anche l'incarico onorario di Lord Luogotenente dell'Hampshire dal 1887 al 1890 e di Deputato Luogotenente del Nottinghamshire. In questi incarichi egli si distinse per essere un uomo di vasta cultura e fu presidente e membro della Society of Antiquaries nonché membro della Royal Society oltre che a ricoprire l'incarico di High Steward dell'Università di Oxford. Egli fu anche massone, iniziato alla Keystone Lodge di Westminster.
Massone, è stato Pro-Gran Maestro della Gran Loggia Unita d'Inghilterra dal 1874 al 1890.

### Primo matrimonio
Sposò, il 5 settembre 1861 all'Abbazia di Westminster, lady Evelyn, figlia di George Stanhope, VI conte di Chesterfield. Ebbero quattro figli.

### Secondo matrimonio
Dopo la morte della prima moglie nel 1875, Henry Herbert si risposò con una sua cugina di secondo grado, Elizabeth Catherine, figlia di Henry Howard, nel 1878. Ebbero due figli.

### Morte
Morì nel giugno 1890, a 59 anni, a Portman Square, Londra. Sua moglie gli sopravvisse quaranta anni e morì nel febbraio 1929, all'età di 72 anni.

## Discendenza
Lord Henry e lady Evelyn Stanhope, sua prima moglie, ebbero quattro figli:
- Lady Winifred Herbert (2 luglio 1864-28 settembre 1933), sposò Herbert Gardne, I barone di Walden, ebbero quattro figli;
- George Herbert, V conte di Carnarvon (26 giugno 1866-23 aprile 1923);
- Lady Margaret Herbert (18 settembre 1870-13 settembre 1958), sposò Sir George Herbert Duckworth, non ebbero figli;
- Lady Victoria Herbert (31 dicembre 1874-15 novembre 1957).

Dal secondo matrimonio con Elizabeth Catherine Howard nacquero due figli:
- Aubrey Nigel Henry Molyneux Herbert (3 aprile 1880-26 settembre 1923), sposò Mary Gertrude Vesey, ebbero quattro figli;
- Mervyn Robert Howard Molyneux Herbert (2 dicembre 1882-26 maggio 1929), sposò Mary Elizabeth Willard, ebbero tre figli.

## Ascendenza
|                                       |              |                           | Genitori                                     |  |  | Nonni |  |  | Bisnonni                            |  |  | Trisnonni       |  |
|                                       |              |                           |                                              |  |  |       |  |  | Henry Herbert, I conte di Carnarvon |  |  | William Herbert |  |
|                                       |              |                           |                                              |  |  |       |  |  | Henry Herbert, I conte di Carnarvon |  |  | William Herbert |  |
|                                       |              | Catherine Elizabeth Tewes |                                              |  |  |       |  |  | Henry Herbert, I conte di Carnarvon |  |  |                 |  |
| Henry Herbert, II conte di Carnarvon  |              |                           |                                              |  |  |       |  |  | Henry Herbert, I conte di Carnarvon |  |  |                 |  |
|                                       |              | Elizabeth Wyndham         | Charles Wyndham, II conte di Egremont        |  |  |       |  |  |                                     |  |  |                 |  |
|                                       |              | Elizabeth Wyndham         | Charles Wyndham, II conte di Egremont        |  |  |       |  |  |                                     |  |  |                 |  |
|                                       |              | Elizabeth Wyndham         | Alicia Carpenter                             |  |  |       |  |  |                                     |  |  |                 |  |
| Henry Herbert, III conte di Carnarvon |              | Elizabeth Wyndham         |                                              |  |  |       |  |  |                                     |  |  |                 |  |
|                                       |              | John Dyke Acland          | Thomas Dyke Acland, VII baronetto            |  |  |       |  |  |                                     |  |  |                 |  |
|                                       |              | John Dyke Acland          | Thomas Dyke Acland, VII baronetto            |  |  |       |  |  |                                     |  |  |                 |  |
|                                       |              | John Dyke Acland          | Elizabeth Dyke                               |  |  |       |  |  |                                     |  |  |                 |  |
| Elizabeth Kitty Acland                |              | John Dyke Acland          |                                              |  |  |       |  |  |                                     |  |  |                 |  |
|                                       |              | Harriet Fox-Strangways    | Stephen Fox-Strangways, I conte di Ilchester |  |  |       |  |  |                                     |  |  |                 |  |
|                                       |              | Harriet Fox-Strangways    | Stephen Fox-Strangways, I conte di Ilchester |  |  |       |  |  |                                     |  |  |                 |  |
|                                       |              | Harriet Fox-Strangways    | Elizabeth Horner                             |  |  |       |  |  |                                     |  |  |                 |  |
| Henry Herbert, IV conte di Carnarvon  |              | Harriet Fox-Strangways    |                                              |  |  |       |  |  |                                     |  |  |                 |  |
|                                       | Henry Howard | Bernard Howard            |                                              |  |  |       |  |  |                                     |  |  |                 |  |
|                                       | Henry Howard | Bernard Howard            |                                              |  |  |       |  |  |                                     |  |  |                 |  |
|                                       | Henry Howard | Anne Roper                |                                              |  |  |       |  |  |                                     |  |  |                 |  |
| Henry Howard-Molyneux-Howard          | Henry Howard |                           |                                              |  |  |       |  |  |                                     |  |  |                 |  |
|                                       |              | Juliana Molyneux          | William Molyneux, VI baronetto               |  |  |       |  |  |                                     |  |  |                 |  |
|                                       |              | Juliana Molyneux          | William Molyneux, VI baronetto               |  |  |       |  |  |                                     |  |  |                 |  |
|                                       |              | Juliana Molyneux          | Anne Challand                                |  |  |       |  |  |                                     |  |  |                 |  |
| Henrietta Howard-Molyneux-Howard      |              | Juliana Molyneux          |                                              |  |  |       |  |  |                                     |  |  |                 |  |
|                                       |              | Edward Long               | Samuel Long                                  |  |  |       |  |  |                                     |  |  |                 |  |
|                                       |              | Edward Long               | Samuel Long                                  |  |  |       |  |  |                                     |  |  |                 |  |
|                                       |              | Edward Long               | Mary Tate                                    |  |  |       |  |  |                                     |  |  |                 |  |
| Elizabeth Long                        |              | Edward Long               |                                              |  |  |       |  |  |                                     |  |  |                 |  |
|                                       |              | Mary Ballard Beckford     | Thomas Beckford                              |  |  |       |  |  |                                     |  |  |                 |  |
|                                       |              | Mary Ballard Beckford     | Thomas Beckford                              |  |  |       |  |  |                                     |  |  |                 |  |
|                                       |              | Mary Ballard Beckford     | Mary Elizabeth Byndloss                      |  |  |       |  |  |                                     |  |  |                 |  |
|                                       |              | Mary Ballard Beckford     |                                              |  |  |       |  |  |                                     |  |  |                 |  |